# Epidemia de viruela en la región Noroeste del Pacífico de 1862
La epidemia de viruela en el noroeste del Pacífico de 1862 fue una epidemia de viruela que comenzó en Victoria, en la colonia de la isla de Vancouver, y se extendió entre los pueblos indígenas de la costa noroeste del Pacífico y en los pueblos indígenas de la meseta noroeste, matando a una gran parte de los nativos de la región de Puget Sound al sureste de Alaska. La epidemia marca un importante punto de inflexión en la historia del noroeste del Pacífico y devastó a las naciones indígenas. La tasa de mortalidad fue más alta en el sureste de Alaska y Haida Gwaii— más del 70% entre los Haida y el 60% entre los Tlingit. Casi todas las naciones nativas a lo largo de la costa, y muchas en el interior, fueron devastadas, con una tasa de mortalidad de más del 50% para toda la costa desde Puget Sound hasta Sitka (Alaska) parte de la América rusa en ese momento. En algunas áreas, la población nativa disminuyó hasta en un 90%. La enfermedad fue controlada entre los colonos en 1862, pero continuó extendiéndose entre los nativos hasta 1863. Se estima que 20 000 murieron en lo que hoy es Columbia Británica, con unas 14 000 muertes en la costa. Esto equivale a aproximadamente dos tercios de todos los nativos en Columbia Británica.
Si bien las autoridades coloniales utilizaron la vacuna y la cuarentena contra la viruela, y la inoculación para evitar que la enfermedad se propagara entre colonos y colonos, se permitió la propagación entre los pueblos indígenas. La Colonia de la Isla de Vancouver hizo algunos intentos de salvar a algunos nativos locales en el área de Victoria, pero la mayoría de los nativos se vieron obligados a abandonar las cercanías de Victoria, a veces con cañoneros que los escoltaban de regreso a sus países de origen, lo que resultó en que la viruela se extendiera muy rápidamente por toda la población indígena del noroeste del Pacífico. Esta evacuación forzada se realizó a pesar de la conciencia de que provocaría una gran epidemia de viruela entre los pueblos indígenas a lo largo de toda la costa noroeste del Pacífico. Muchos colonos, autoridades coloniales y periódicos estaban vocalmente a favor de permitir y facilitar la propagación de la viruela entre los nativos de esta manera.
Que la colonia de la isla de Vancouver y la colonia de Columbia Británica podrían haber evitado la epidemia, pero prefirió no hacerlo, y de alguna manera facilitó la epidemia, ha hecho que algunos historiadores describan la epidemia como un ejemplo de genocidio deliberado. Según la historiadora Kiran van Rijn, "el interés propio oportunista, junto con la compasión hueca, la repulsión a las víctimas y los sentimientos presumidos de inevitabilidad, dieron forma a la respuesta colonial a la epidemia entre las Primeras Naciones". Y que para algunos residentes de Victoria el desalojo de los nativos fue una "oportunidad largamente buscada" para deshacerse de ellos y, para algunos, una oportunidad para apoderarse de tierras de la Primera Nación. Algunos nativos creían que la epidemia se estaba propagando deliberadamente con el propósito de robar sus tierras.
La situación en la región de Puget Sound era similar, con periódicos animando a los colonos a vacunarse, pero con sólo esfuerzos mínimos para proteger a los nativos. Algunos documentos recomendaron permitir que la viruela se propagara entre los nativos mediante la retención deliberada de vacunas y ayuda. Los detalles sobre el efecto de la epidemia en el área de Puget Sound no están bien documentados. Parece que la epidemia no se extendió hacia el sur más allá del pueblo Chehalis de la zona del río Chehalis.
Los pueblos indígenas del noroeste del Pacífico experimentaron varias epidemias anteriores de viruela, aproximadamente una vez por generación después de que comenzara el contacto europeo a finales del siglo XVIII: a finales de la década de 1770, entre 1801-1803, a mediados de 1836-1838 y en 1853. Estas epidemias no están tan bien documentadas en los registros históricos y aunque las tasas de mortalidad eran muy altas en algunos lugares, parecen haber sido de alcance más limitado, con la excepción de la epidemia de finales de la década de 1770 que probablemente fue parte de la epidemia de viruela norteamericana más grande de 1775-1782.

## Introducción y difusión de viruela
La viruela fue traída a Victoria por el barco Brother Jonathan, que transportaba a 350 pasajeros de San Francisco. La población de Victoria en ese momento era de unos 4000 colonos y un poco más de indígenas de toda la costa noroeste del Pacífico acampaban cerca. Había varios grandes campamentos nativos semipermanentes alrededor de Victoria en ese momento. El más grande, conocido como el "Campamento del Norte", había estado en su lugar desde la fiebre del oro de 1858 y estaba poblada por nativos costeros del norte, especialmente Tsimshian, Haida, Tlingit, Heiltsuk y Kwakiutl. También había aldeas de Songhees y otros nativos de zonas cercanas, incluyendo a los pueblos de habla Halkomelem y Wakash, como los sto:lo y Nuu-chah-nulth.
El hermano Jonathan llegó a Victoria el 12 de marzo de 1862. La nave salió al día siguiente. El 18 de marzo, The Daily British Colonist informó que un pasajero tenía la enfermedad. Un segundo caso fue reportado el 19 de marzo. Para el 22 de marzo, esta segunda persona infectada se encontraba en el Bajo Continente en New Westminster, después de haber viajado a través del estrecho de Georgia en la Nutria. El 24 de marzo, otra embarcación procedente de San Francisco, Oregón, llegó con al menos un pasajero infectado con viruela. California estaba luchando con la viruela en ese momento, pero las vacunas y otras medidas preventivas habían mantenido el número de muertos relativamente bajo.

## Respuesta
A finales de marzo, el diario The Daily British Colonist publicó el primero de varios artículos en los que instaba al gobierno a tomar medidas, incluyendo cuarentena y vacunación, para controlar la propagación de la viruela entre los colonos, así como los nativos acampados cerca de Victoria. Para el 1 de abril, aproximadamente la mitad de los colonos de Victoria habían sido vacunados. El mismo día se informó del primer nativo infectado.
El gobernador James Douglas contrató al médico de Hudson's Bay Company, el Dr. John Helmcken, para vacunar a los Songhees. Poco se hizo para evitar que la viruela se extendiera a los otros nativos acampados cerca de Victoria. Dos misioneros atendieron a los enfermos en el Campamento del Norte y pidieron ayuda del gobierno. El comisionado de la policía colonial, Augustus Pemberton, dijo que la colonia no tenía autoridad para interferir o incluso ayudar a enterrar a los muertos. El 28 de abril, el Daily British Colonist pidió al gobierno que "retire... toda la población india" de la zona de Victoria. Pemberton, con el permiso del gobernador Douglas, ordenó a los Tsimshians que se fueran dentro de un día, tenía un cañonero estacionado para hacer cumplir la orden, y colocó guardias armados alrededor de Victoria para evitar que los nativos entraran.
La mayoría de los tsimshians se fueron el 1 de mayo, junto con una serie de Haida y Tlingit. Sin embargo, durante el mes de mayo la epidemia continuó devastando a los nativos que aún vivían en el campamento del norte. Muchos se mudaron a otros campamentos cercanos. Los Haida establecieron un gran campamento en la Bahía de Cadboro. A principios de mayo llegaron dos cañoneros, el HMS Grappler y el HMS Forward. El 11 de mayo, el Comisionado de Policía Pemberton trajo los cañoneros y muchos policías a la Bahía de Cadboro. Obligaron a evacuar a unos 300 nativos en 26 canoas. Uno de los cañoneros escoltó las canoas. Cuando el campamento de la Bahía de Cadboro estaba vacío, la policía fue a lo que quedaba del Campamento Del Norte y quemó todas las viviendas, dejando unas 200 Haidas sin canoas. El 13 de mayo, el Daily British Colonist informó que estos Haida iban a ser desalojados "a una de las islas del Estrecho, allí para pudrirse y morir con la repugnante enfermedad que ahora está destruyendo a los pobres desgraciados a razón de seis cada día". Los esfuerzos de la policía para alejar a los nativos de Victoria continuaron hasta finales de mayo, ya que pequeños grupos todavía permanecían cerca de Victoria. Los informes de nativos muriendo de viruela cerca de Victoria continuaron hasta junio. Se desconoce el número de muertes nativas cerca de Victoria en 1862, pero el 11 de junio los periódicos reportaron entre 1000 y 1200 cadáveres no enterrados del norte de la India al oeste de Victoria.
En abril, cuando el brote apenas comenzaba, el Dr. Helmcken vacunó a unos 500 Songhees. El 29 de abril, los Songhees abandonaron sus aldeas y se mudaron a Discovery Island en el estrecho de Haro. Debido a esto y a las vacunas del Dr. Helmcken, los Songhees sobrevivieron a la epidemia con pocas muertes.
La mayoría de las personas de habla halkomelem del Bajo Continente se salvaron debido a los esfuerzos de vacunación de los misioneros. El misionero oblato católico Leon Fouquet y su compañero el Padre Pandosy vacunaron a un gran número de pueblos halkomelem como el Cowichan Quwutsun, así como a algunos miembros de otros grupos como el okupa y el shishalh. Fourquet también envió un gran suministro de vacunas a Casimir Chirouse en Tulalip. Chirouse vacunó a la mayoría de las personas tulalip y nooksack. En agosto, cuando la viruela llegó a la zona de Puget Sound, los Tulalip y Nooksack estaban en su mayoría a salvo, mientras que otros grupos nativos estaban devastados. El misionero anglicano John Good vacunó el Snuneymuxw.
Algunos funcionarios de Hudson's Bay Company participaron en los esfuerzos de vacunación, como Hamilton Moffat que vacunó a más de 100 nativos cerca de Fuerte Rupert, y William Manson que vacunó "un gran número" en Fuerte Kamloops. A pesar de los esfuerzos de Manson, reportó "brotes violentos" de viruela en el área de Kamloops. Algunos nativos intentaron inocularse a sí mismos, aunque no se sabe cuántos y cuán efectivo fue.

## Propagación al norte
La epidemia de viruela del noroeste del Pacífico de 1862 , que fue traída de San Francisco a Victoria, devastó a los pueblos indígenas de la costa noroeste del Pacífico , con una tasa de mortalidad de más del 50% en toda la costa desde Puget Sound hasta el sureste de Alaska. En algunas áreas, la población nativa se redujo hasta en un 90%.
A partir de mayo de 1862, miles de nativos infectados fueron desalojados del área de Victoria y obligados a regresar a sus hogares en el norte, a lo largo de la costa desde Nanaimo hasta el río Stikine en el sureste de Alaska. A diferencia de la región alrededor del Mar Salish, la costa norte tenía poca exposición previa a la viruela y no había vacunas disponibles. A medida que la enfermedad se propagaba, los pueblos indígenas sufrieron pérdidas devastadoras. No hay relatos de primera mano de las etapas iniciales de la epidemia en el norte. A mediados de junio, los periódicos de Victoria comenzaron a recibir informes sobre el costo que estaba tomando la enfermedad. Los pueblos Pentlatch, Eeksen y Qualicom se redujeron considerablemente y se fusionaron con los K'ómoks (Comox). Aunque algunos chiitas habían sido vacunados, la nación en su conjunto estaba devastada.
Muchos Kwakiutl vivían cerca de Fuerte Rupert, en el norte de la isla de Vancouver. Durante el verano de 1862 varios barcos reportaron altas cifras de muertes. La enfermedad redujo la población de Kwakiutl en más de un 50%. Del mismo modo, hubo informes desgarradores sobre la gente de Heiltsuk de la zona de Bella Bella. El 18 de julio de 1862, The Daily British Colonist informó que la viruela había matado a cerca del 60% de la gente de Heiltsuk. Robert Boyd estima que la población de Heiltsuk cayó alrededor de un 72% debido a la epidemia. Muchas aldeas fueron abandonadas y los sobrevivientes pronto se trasladaron al asentamiento consolidado en Bella Bella. Grandes áreas del territorio tradicional de Heiltsuk fueron abandonadas. En 1899 la población de Heiltsuk había disminuido a 319, casi todos en Bella Bella. Los nuxálk también fueron diezmados por la viruela, con una pérdida de alrededor del 58%, y un abandono similar de pueblos y regiones enteras, con consolidación en Bella Coola.
El pueblo haida fue el que más sufrió la epidemia de viruela. Haida Gwaii experimentó una gran cantidad de abandono y consolidación del pueblo. Ningún relato contemporáneo describe lo que sucedió cuando el primer Haida infectado regresó, pero informes posteriores sugieren que la viruela circuló entre las aldeas de Haida durante más de un año matando a alrededor del 72% del pueblo Haida. Muchas aldeas históricas de Haida fueron abandonadas en los años posteriores a la epidemia, incluyendo Ninstints, Kloo, Skedans, Cumshewa, Dadens, Haina, Hiellen, Kung, Klinkwan y "Old" Kasaan, entre otros. Sobrevivientes consolidados en cuatro asentamientos principales: Skidegate, Masset, Hydaburg y "New" Kasaan.
Tlingits conducidos desde Victoria llevaron la viruela a la zona del río Stikine. Algunos de los refugiados fueron escoltados por el cañonero HMS Topaz desde Victoria hasta Alaska. No hay registros que sobrevivan a la situación en la zona de Stikine durante julio y agosto, cuando la epidemia probablemente estaba en su apogeo. A principios de septiembre, HMS Devastation visitó la zona y observó una importante pérdida de población y la continua propagación de la viruela. La epidemia se extendió hacia el norte en el archipiélago Alexander, pero se limitó debido a un amplio programa de vacunación ruso. Algunos grupos Tlingit no habían formado parte del programa ruso y éstos fueron diezmados por la enfermedad, especialmente la Henya Tlingit de la isla norteña príncipe de Gales. El Tlingit continental sufrió pérdidas de alrededor del 60%, y la Isla Tlingit alrededor del 37%.
Otros pueblos indígenas que sufrieron una importante pérdida de población son los Saanich (alrededor del 72%), Nisga'a (alrededor del 37%), Gitxsan (alrededor del 22%), Sabassas o Kitkatla Tsimshian (alrededor de 6 7%), Wuikinuxv (Oweekeno), así como las naciones interiores de nlaka'pamux, Lillooet, Dakelh, Tsilhqotʼin y Shuswap, entre otros.

## Secuelas
Hasta la epidemia de 1862-1863, las autoridades coloniales adquirieron tierras indígenas a través de tratados. El gobernador James Douglas había firmado 14 tratados de cesión de tierras en la isla de Vancouver, conocidos como los Tratados Douglas. En 1864, después de la epidemia, el Comisario Jefe de Tierras y Obras de la colonia, Joseph Trutch, decidió dejar de reconocer el título indígena y abandonar el proceso del tratado. Esto estableció el precedente de que Columbia Británica tomara tierras indígenas por fiat en lugar de por tratado.
Las grandes pérdidas de población también causaron un abandono y consolidación generalizado de las aldeas nativas, pérdida cultural, aumento del conflicto y hostilidad con los colonos. En Haida Gwaii, después de la epidemia de 1862, de más de diecinueve aldeas disminuyeron a cuatro a principios del siglo XX.
El pueblo Tsilhqotʼin se resistió cuando una carretera de vagones comenzó a construirse a través de su territorio sin permiso, lo que resultó en la Guerra de Chilcotin. Uno de los antecedentes del proyecto de construcción de carreteras amenazó al Tsilhqotʼin con viruela. La guerra terminó con el ahorcamiento de seis jefes de Tsilhqotʼin. En 2014, la primera ministra de Columbia Británica Christy Clark exoneró formalmente a los jefes ejecutados y se disculpó por estos actos, reconociendo que "hay una indicación [de que la viruela] se extendió intencionalmente".